# Mars 1972

## Évènements
- Le gouvernement Edward Heath assigne l’armée anglaise à des opérations de nettoyage anti-IRA et suspend la constitution irlandaise pour placer « temporairement » la province sous administration directe de Londres. L'Official Irish Republican Army dépose les armes jusqu'en 1975.

- 1er mars (Uruguay) : Juan María Bordaberry est élu président. L’élection présidentielle voit s’affronter six candidats du Parti Colorado et trois du parti Blanco. Le système du double vote simultané, qui fait correspondre les élections primaires au sein des partis et l’élection présidentielle, permet au candidat des colorados arrivant en tête de l’emporter (le total des voix des colorados est supérieur à celui des blancos) alors que le candidat des blancos en tête a plus de voix que lui.

- 2 mars : 
  - Jean-Bedel Bokassa se proclame président à vie de la République centrafricaine.
  - Michael Manley devient premier ministre de la Jamaïque (fin en 1980).

- 4 mars, (Formule 1) : Grand Prix automobile d'Afrique du Sud.

- 8 mars :
  - France : entrée en vigueur du décret sur la contraception[1].
  - La Syrie accepte la résolution 242 à condition d’un retrait israélien de tous les territoires occupés et d’une prise en compte des droits des Palestiniens. Le pays bénéficie en retour d’une aide financière saoudienne.

- 10 mars, France : obligation de l'affiliation de tous les salariés à un régime complémentaire de retraite.

- 13 mars, France : début de la grève du Joint français à Saint-Brieuc, qui s'achève huit semaines plus tard avec une victoire des salariées.

- 18 mars : Son Ngoc Thanh est nommé Premier ministre de la République khmère.

- 19 mars : traité d'amitié entre l’Inde et le Bangladesh.

- 21 mars : création du serpent monétaire européen.

- 22 mars : le Congrès des États-Unis approuve l'Equal Rights Amendment visant à assurer aux femmes une totale égalité. Approuvé également par Nixon, il verra son processus de ratification bloqué par les tenants de la « Nouvelle Droite ».

- 24 mars, France : inauguration du Turbotrain (futur TGV).

- 25 mars : échec d'un coup d'État au Salvador. José Napoleón Duarte est emprisonné pour conspiration.

- 28 mars, France : « Serment des 103 » sur le Larzac.

- 30 mars : offensive de Pâques. Début d'une grande offensive communiste au sud Viêt Nam (fin le 22 octobre).

## Naissances
- 2 mars : Roberta Marrero, artiste, écrivaine et poète espagnole († 17 mai 2024).
- 3 mars : 
  - Christian Oliver, acteur allemand († 4 janvier 2024).
  - Michaël Milon, karateka français.
- 4 mars : Jos Verstappen, pilote de Formule 1.
- 6 mars : Shaquille O'Neal, Joueur de basket-ball américain.
- 8 mars : Sandrine Rousseau, économiste et femme politique française.
- 9 mars : Jodey Arrington, homme politique américain.
- 10 mars : Ramzy Bedia, acteur et humoriste français.
- 15 mars : 
  - Mark Hoppus, chanteur et bassiste américain des groupes Blink-182 et +44.
  - Constantin de Liechtenstein, Prince de Liechtenstein († 5 décembre 2023).
- 17 mars : 
  - Mia Hamm, footballeuse américaine.
  - Melissa Auf der Maur, musicienne de rock.
- 20 mars : Steve Long, acteur, réalisateur, scénariste.
- 21 mars : Piotr Adamczyk, acteur polonais.
- 22 mars : Elvis Stojko, patineur.
- 23 mars :
  - Joe Calzaghe, boxeur gallois.
  - Judith Godrèche, actrice française.
- 25 mars : Naftali Bennett, politicien israélien et membre de la Knesset, président du Foyer juif.
- 26 mars : 
  - Leslie Mann, actrice américaine.
  - Soleil Rasoafaniry, judokate malgache.
- 29 mars : Priti Patel, femme politique britannique.

## Décès
- 2 mars : Léo-Ernest Ouimet, fondateur du ouimetoscope.
- 23 mars : Cristóbal Balenciaga, couturier espagnol (° 1895).
- 27 mars :
  - Maurits Cornelis Escher, graveur hollandais (° 1898).
  - Ricco Wassmer, peintre suisse (° 1915).
- 30 mars : Raymond Decorte, coureur cycliste belge (° 17 mars 1898).